# Бедан, Андрей Никифорович
Андрей Никифорович Бедан (27 ноября 1920, Черкасская область — 30 июня 1996) — разведчик 30-й отдельной разведывательной роты, красноармеец — на момент представления к награждению орденом Славы 1-й степени. Один из полных кавалеров ордена Славы, награждённых в годы войны четырьмя орденами Славы.

## Биография
Родился 27 ноября 1920 года в селе Белозорье Черкасского района Черкасской области. Украинец. Член ВКП/КПСС с 1970 года. Образование 7 классов. Окончил курсы трактористов-комбайнёров. Работал механизатором Смелянской машинно-тракторной станции.
В январе 1944 года призван в Красную Армию и направлен в действующие войска. Воевал на 2-м Украинском фронте. Будучи разведчиком 333-й отдельной разведывательной роты 254-й стрелковой дивизии, участвовал в Кировоградской, Корсунь-Шевченковской и Уманско-Ботошанской операциях.
12 марта 1944 года красноармеец Бедан при форсировании реки Южный Буг у села Шумилов Бершадского района Винницкой области одним из первых закрепился на правом берегу реки и успешно отбивал контратаки противника. Преследуя врага, первым ворвался в село Маньковка и гранатой подавил огневую точку противника. Лично сразил десять противников.
Приказом командира 254-й стрелковой дивизии от 12 апреля 1944 года за мужество, проявленное в боях с врагом, красноармеец Бедан награждён орденом Славы 3-й степени.
Вновь отличился в боях под городом Яссы. 4 мая 1944 года группа разведчиков прикрывала фланг 929-го стрелкового полка. При отражении атаки А. Н. Бедан уничтожил восьмерых румынских солдат. Кроме того под огнём противника доставил патроны для своего отделения и станкового пулемёта, что способствовало удержанию позиций. Позже в составе группы захвата проник в расположение противника и взял «языка». При выходе разведчиков прикрывал их отход. Когда противник открыл огонь из станкового пулемёта по группе прикрытия, Бедан гранатами уничтожил его вместе с расчётом.
Приказом по 52-й армии от 25 августа 1944 года красноармеец Бедан награждён орденом Славы 2-й степени.
В августе 1944 года во время проведения Ясско-Кишинёвской операции А. Н. Бедан был тяжело ранен. После излечения в госпитале направлен разведчиком в 30-ю отдельную разведывательную роту 51-й стрелковой дивизии. Участвовал в боях по ликвидации восточно-прусской и земландской группировок противника.
В ночь на 23 февраля 1945 года Бедан в составе передового отряда одним из первых ворвался в населённый пункт Тольксдорф и уничтожил засевших в доме противников. Ведя бой, вывел из строя около десяти автоматчиков и фаустников.
Указом Президиума Верховного Совета СССР от 19 апреля 1945 года за мужество, отвагу и героизм, проявленные в борьбе с захватчиками, красноармеец Бедан Андрей Никифорович награждён орденом Славы 1-й степени.
В 1945 году старшина Бедан демобилизован. Жил в селе Белозорье. В 1968 году окончил 10 классов, работал лесником в местном лесничестве.
Награждён орденами Отечественной войны 1-й степени, Красной Звезды, Славы 1-й, 2-й и 3-й степени, медалями. Умер 30 июня 1996 года.